# Roots rock
Pour les articles homonymes, voir Roots.
Sous-genres
Country rock, rock sudiste, heartland rock, swamp pop
Genres dérivés
Cowpunk, country alternative
Le roots rock est un genre de musique rock retraçant ses racines dans le folk, le blues et la musique country. Il s'associe particulièrement à la création de sous-genres hybrides à la fin des années 1960 comme la country rock et le rock sudiste, considérés comme ayant émergé en réaction au développement du rock progressif et du rock psychédélique. Le terme de roots music (Americana) étant utilisé pour décrire les formes musicales folk et world, le roots rock est souvent utilisé pour décrire toute musique rock incorporant des éléments de cette musique. Dans les années 1980, le roots rock revient en réaction au punk rock, à la new wave et au heavy metal.

## Histoire

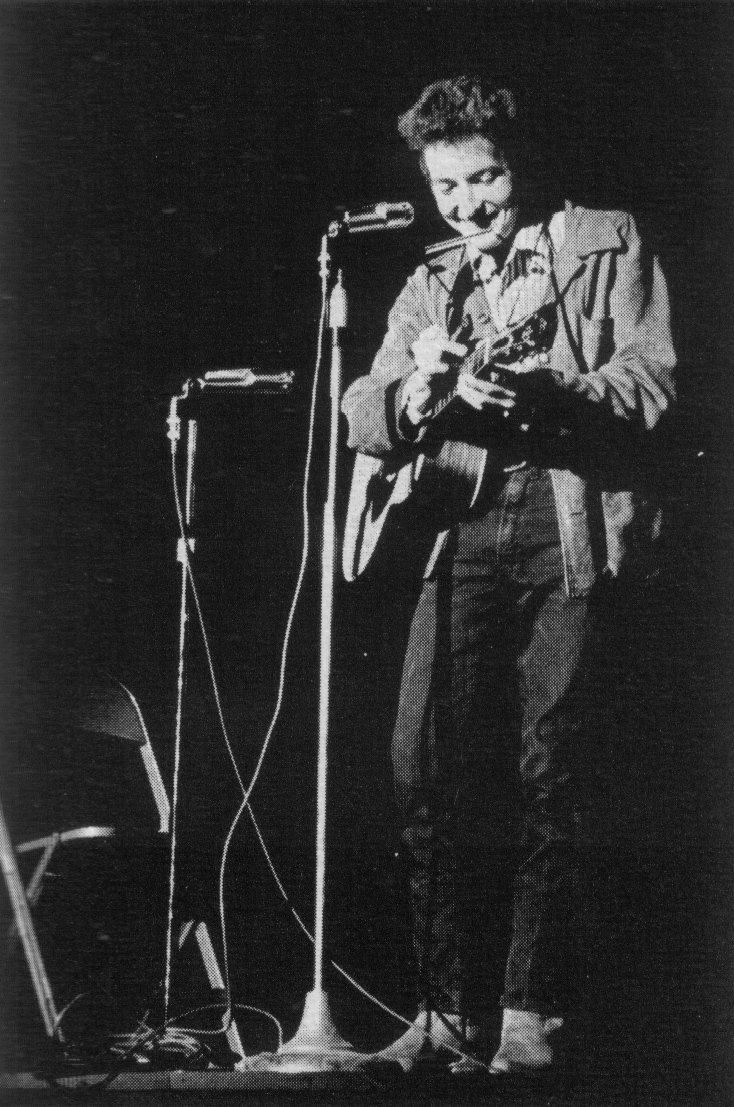
Bob Dylan.

En 1966, tandis que les musiciens de rock se réorientent vers le psychédélique expérimental, Bob Dylan se lance dans un retour aux origines (roots revival) pendant son passage à Nashville pour l'enregistrement de son album Blonde on Blonde, avec notamment Charlie McCoy. Cet album, et les albums orientés country, John Wesley Harding (1967) et Nashville Skyline (1969), sont considérés comme les initiateurs du country folk, un genre repris par de nombreux musiciens de musique folk. D'autres groupes qui suivent ce retour aux origines du rock sont le groupe canadien The Band et le groupe californien Creedence Clearwater Revival, tous les deux mêlant le premier son rock and roll à la folk, à la country et au blues, et se popularisent grâce à ça pendant les années 1960. Ce même mouvement assiste à l'émergence de nouveaux musiciens comme Ry Cooder, Bonnie Raitt et Lowell George. La tendance du retour aux origines s'intensifie avec les albums des Rolling Stones intitulés Beggars Banquet (1968) et Exile on Main Street (1972), et des Beatles intitulés The White Album (1968) et Let It Be (1970).

### Country rock
Dylan est aussi suivi par The Byrds, qui seront rejoints par Gram Parsons en 1968. Auparavant, Parsons avait enregistré Safe at Home avec l'International Submarine Band, un album considéré véritablement country rock. The Byrds continue pendant une brève période dans la même veine, mais Parsons quitte peu après le groupe. Pendant les deux années qui suivent, ils enregistrent les albums The Gilded Palace of Sin (1969) et Burrito Deluxe (1970), qui aident établir le respect et les caractéristiques du genre, avant que Parsons ne se lance dans une carrière en solo. La country rock est un style particulièrement popularisé dans la scène musical californienne à la fin des années 1960, et est adoptée par des groupes comme Hearts and Flowers, Poco et Riders of the Purple Sage. Certains folk-rockers reprennent le style des Byrds dans le genre, parmi eux les Beau Brummels et la Nitty Gritty Dirt Band. Un nombre de musiciens participent à sa renaissance en incarnant les sons de country, comme : les Everly Brothers, dont l'album Roots (1968) est habituellement considéré comme leur meilleur album ; l'ancienne idole des jeunes Ricky Nelson qui deviendra chanteur de la Stone Canyon Band ; Mike Nesmith meneur de la First National Band après sa séparation avec les Monkees ; et Neil Young qui incarne de temps à autre le genre au fil de sa carrière.
Le plus grand succès commercial de la country rock se déroule dans les années 1970, lorsque les Doobie Brothers y ajoutent des éléments de RnB, Emmylou Harris (une ancienne chanteuse des Parsons) devenant la « reine de la country rock » et Linda Ronstadt créant une branche plus axée pop du genre. Les membres de l'ancien groupe de Ronstadt forment ensuite Eagles (composé des membres de Burritos, Poco et Stone Canyon Band), et deviennent le groupe rock le plus célèbre de tous les temps, avec des albums tels que Desperado (1973) et Hotel California (1976).

### Heartland rock
Le terme de heartland rock est initialement utilisé au début des années 1970 pour décrire des groupes arena rock du Midwest comme Kansas, REO Speedwagon et Styx, mais seront associés à un roots rock plus directement inspiré de la folk, country et du rock 'n' roll,. Mené par des figures initialement identifiées punk et new wave, le genre est fortement influencé par Bob Dylan, The Byrds, Creedence Clearwater Revival et Van Morrison, et le rock des années 1960 avec les Rolling Stones.

### Revirement des années 1980
Le terme de « roots rock » date des années 1980. Un nombre de groupes importants sont considérés cowpunk, des punk rockers qui jouaient de la musique country, comme Jason and the Scorchers originaire du Tennessee, Dash Rip Rock originaire de la Louisiane, et Drivin N Cryin originaire de Géorgie, mais le centre du mouvement cowpunk se base à Los Angeles, grâce à des groupes comme the Long Ryders, Tex and the Horseheads, The Rave-Ups, Lone Justice et Rank and File. D'autres groupes comme The Gun Club, Chris Isaak, John Mellencamp, BoDeans, et Los Lobos, contribuent également à son succès.
Le mouvement country alternative, qui produit quelques figures comme Sheryl Crow, Steve Earle, Lucinda Williams et Uncle Tupelo, peut être considéré comme une tendance roots rock,. Le mouvement décline de nouveau dans les années 1990 mais plusieurs groupes comme Son Volt, Wilco et Bottle Rockets en jouent encore.